# Lovehunter
Lovehunter — другий студійний альбом британського рок-гурту Whitesnake, виданий у жовтні 1979 року лейблом United Artists. Альбом посідає 29 місце у Британських чартах.

## Список композицій
1. «Long Way From Home» — 4:56
2. «Walking In The Shadow Of The Blues» — 4:24
3. «Help Me Thro' The Day» — 4:39
4. «Medicine Man» — 3:59
5. «You 'n' Me» — 3:30
6. «Mean Business» — 3:48
7. «Love Hunter» — 5:39
8. «Outlaw» — 4:03
9. «Rock 'N' Roll Women» — 4:45
10. «We Wish You Well» — 1:34